# المستوى الأسود (فلم)
المستوى الأسود (بالأوكرانية: Рівень чорного) هو فيلم درامي أوكراني لعام 2017 من إخراج فالنتين فاسيانوفيتش. تم اختياره باعتباره الممثل الأوكراني لجائزة أفضل فيلم بلغة أجنبية في حفل توزيع جوائز الأوسكار التسعين، لكن لم يتم ترشيحه.

## القصة
يعاني كوستيا وهو مصور حفلات الزفاف البالغ من العمر 50 عامًا من أزمة منتصف العمر بعد إصابة والده بالشلل بسبب سكتة دماغية وتركه صديقته.

## الطاقم
- كوستيانتين مخناخ في دور كوستيا
- كاترينا مولشانوفا في دور كاتيا

## روابط خارجية
- Black Level  في قاعدة بيانات الأفلام على الإنترنت (بالإنجليزية)